# Real Talk Entertainment
Real Talk Entertainment – niezależna hip-hopowa wytwórnia założona w roku 2003 z inicjatywy Derricka „Sac” Johnsona.

## Albumy studyjne

### 2004
- Spice 1 & MC Eiht – The Pioneers
- Kool Keith – Dr. Octagon Part 2
- Hollow Tip – Ghetto Famous
- D-Shot – Bosses In The Booth

### 2006
- Outlawz – Against All Oddz
- Layzie Bone – Thug Brothers
- Spice 1 & MC Eiht – Keep It Gangsta
- Bizzy Bone – The Story
- Bizzy Bone – The Midwest Cowboy
- Dead Prez – Soldier 2 Soldier
- Celly Cel – The Wild West
- Spice 1 – Life After Jive: 2000 to 2005
- Celly Cel – The Hillside Stranglaz: Bad Influence
- Brotha Lynch Hung & MC Eiht – The New Season

### 2007
- Bone Brothers – Bone Brothers 2
- Bizzy Bone – Trials & Tribulations
- Bizzy Bone – Best of Bizzy Bone

### 2008
- Pastor Troy – Attitude Adjuster
- Lil’ Flip – All Eyez on Us
- Bone Brothers (Bone Thugs-N-Harmony) – Still Creepin on Ah Come Up
- 8Ball – Doin' It Big
- YoungBloodZ – ATL’s Finest
- MJG – Pimp Tight
- Lil’ Scrappy – Prince of the South

### 2009
- Hell Rell – Hard as Hell
- Freeway – Philadelphia Freeway 2
- Haystak – The Natural II
- Sheek Louch – Life on D-Block
- Lil’ Flip & Gudda Gudda (Young Money) – Certified
- AZ – Legendary
- Pastor Troy – Ready For War

### 2010
- Case – Here, My Love
- Pastor Troy – Attitude Adjuster 2
- Bizzy Bone – Best of Bizzy Bone Vol. 2
- Young Buck – The Rehab
- Spice 1 – Best of Spice 1 Vol. 2
- Pastor Troy – Best of Pastor Troy Vol. 1
- 8Ball & MJG – From the Bottom 2 the Top
- Chingy – Success & Failure
- Lil Scrappy – Prince of the South 2
- Layzie Bone & Bizzy Bone – Best of Bone Brothers
- Devin the Dude – Gotta Be Me